# Witch on the Holy Night
Witch on the Holy Night (魔法使いの夜?, Mahōtsukai no yoru, La notte delle streghe) è una visual novel, scritta da Kinoko Nasu e illustrata da Hirokazu Koyama, prodotta da Type-Moon.
Originariamente pubblicata in Giappone il 12 aprile 2012 per Microsoft Windows, la visual novel ha ricevuto una conversione per PlayStation 4 e Nintendo Switch, distribuita l'8 dicembre 2022 da Aniplex.

## Trama
Witch on the Holy Night è ambientata nella seconda metà degli anni 1980, al termine del periodo Shōwa.

## Sviluppo
Kinoko Nasu ha dichiarato di essere stato ispirato dal primo episodio di Neon Genesis Evangelion, L'attacco dell'angelo.
Nel 2021 è stata annunciata una trasposizione animata realizzata da Ufotable.